# دورنیه دو ۱۳۲
دورنیه دو ۱۳۲ (به انگلیسی: Dornier_Do_132) یک هواگرد از نوع هواگرد چندمنظوره و بالگرد ساخت شرکت دورنیه فلوکتسایک‌ورک در آلمان است. برنامه اصلی ساخت این هواگرد در نهایت لغو گردید. مهندسان و کارشناسان اعتقاد داشتند که آلمان از لحاظ فناوری هوایی و هلیکوپتر بی‌نیاز است، یکی از دلایل اصلی لغو نسبتاً سریع ادامه ساخت و تولید آن همین بود. بالگرد دورنیه دو ۱۳۲ از نوع معمولی و رایج بالگردها محسوب می شد. چندین گونه از معایب بسیار بارز آن سرعت کم، عدم توانایی و کارکرد مناسب در مناطق کوهستانی و بارانی، ظرفیت کم، شناسایی شدن سریع، سیستم‌های هواپیمایی قدیمی و طول زیاد بال‌های گردش آن بود! این هوانورد فقط در یک طرح ساخته شده بود که عمدتاً سفید رنگ با حاشیه، پایه‌های فرود و بال‌های قرمز است. جلوی آن از شیشه دوجداره مقاوم با نسبت بالا بود. 

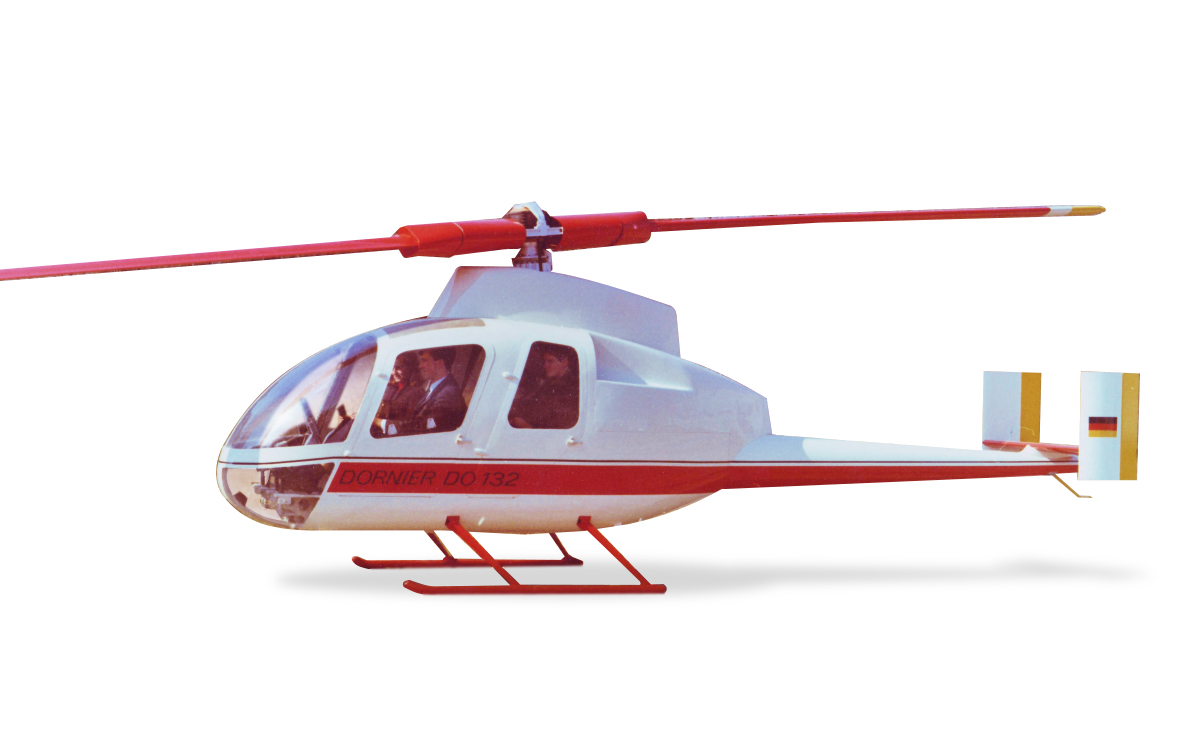

•یک نمونه ماکت از این هواگرد

## تعاریف کلی
Dornier Do 132 یا دورنیه دو ۱۳۲ یک دستگاه هلیکوپتر در حال توسعه در آلمان در اواخر دهه ۱۹۶۰ بود. در حالی که این طرح یک طرح معمولی غلاف و بوم بود، سیستم پیشرانه غیرعادی بود، زیرا از یک موتور توربین استفاده می‌کرد، نه برای به حرکت درآوردن مستقیم روتور، بلکه برای ارائه منبعی از گاز داغ که از طریق شفت روتور تغذیه می‌شد. تیغه‌ها، از طریق نوک جت‌ها خارج می شوند. هدف کاهش حداکثری وزن و پیچیدگی مکانیکی یک گیربکس و یک سیستم ضد گشتاور برای دم بود. این سیستم موتور تحت آزمایش‌های استاتیکی گسترده قرار گرفت در حالی که یک ماکت با اندازه کامل برای اثبات آیرودینامیک در یک تونل باد ساخته شد. با این حال، در نهایت، این برنامه در سال ۱۹۷۱ قبل از اینکه یک نمونه اولیه ساخته شود لغو شد.

## مشخصات (طبق طراحی)
داده های هواپیمای جین تمام جهان ۱۹۶۹-۱۹۷۰
•خصوصیات عمومی
- خدمه: ۱ نفر
- ظرفیت: ۴ سرنشین
- طول: ۷.۵۰ متر (۲۴ فوت ۷ اینچ)
- ارتفاع: ۲.۸۰ متر (۹ فوت ۲ اینچ)
- وزن خالی: ۶۷۵ کیلوگرم (۱۴۸۸ پوند)
- وزن ناخالص: ۱۴۳۰ کیلوگرم (۳۱۵۳ پوند)
- حداکثر وزن برخاست: ۱۶۵۰ کیلوگرم *نیروگاه: ۱ × ژنراتور گازی پرت و ویتنی کانادا پی‌تی۶۰-آ۲۰، ۵۴۰ کیلو وات (۷۲۰ اس.اچ.پی)
- قطر روتور اصلی: ۱۰.۷۰ متر (۳۵ فوت ۱ اینچ)
- مساحت روتور اصلی: ۸۹.۹ متر مربع (۹۶۸ فوت مربع) کارایی
- حداکثر سرعت: ۲۲۹ کیلومتر در ساعت (۱۴۲ مایل در ساعت،۱۲۴ کیلومتر)
- سرعت کروز: ۲۲۱ کیلومتر در ساعت (۱۳۷ مایل در ساعت،۱۱۹ کیلووات)
- برد: ۴۵۰ کیلومتر (۲۸۰ مایل، ۲۴۰ نانومیل)